# Oligomer
U hemiji, oligomer je molekul koji se sastoji od nekoliko monomernih jedinica (ολιγος, ili oligos je grčki za nekoliko), u kontrastu sa polimerom koji u principu može da sadrži neograničen broj monomera. Dimeri, trimeri, i tetrameri su oligomeri. Mnoga ulja su oligomerna, na primer tečni parafin. 
U biohemiji, termin oligomer se koristi za kratke jednolančane fragmente nukleinskih kiselina, poput DNK ili RNK, ili slične fragmente analogne nukleinskim kiselinama, kao što su peptidna nukleinska kiselina ili Morfolino. Takvi oligomeri se koriste u hibridizacionim eksperimentima. Termin oligomer isto tako može da se odnosi na proteinski kompleks, koji se sastoji od dve ili više podjedinice. U tom slučaju, kompleks je formiran od različitih proteinskih podjedinica se naziva heterooligomer ili heteromer. Kad je samo jedna proteinska podjedinica prisutna u kompleksu, on se naziva homooligomer ili homomer.

## Spoljašnje veze
- Polimerna structura